# Сражение при Биньзя
Сражение при Биньзя — сражение между силами Национального фронта освобождения Южного Вьетнама и правительственной южновьетнамской армией, произошедшее с 28 декабря 1964 по 1 января 1965 года. Завершилось победой сил НФОЮВ.

## Ход сражения
Стратегическая деревня Биньзя (вьет. Bình Giã, встречается ошибочная транскрипция Бинь-Гиа) располагалась восточнее Сайгона в провинции Фуоктуй. НФОЮВ избрал её для проведения своего первого крупного сражения, победа в котором стала бы удачным пропагандистским ходом в ознаменование четвёртой годовщины создания фронта.
Утром 28 декабря 1964 года деревня была занята силами двух полков НФОЮВ, местный отряд самообороны (RFPF) численностью около 65 человек сообщил о нападении противника и отступил.
Получив информацию о захвате деревни (точное количество нападавших было неизвестным), южновьетнамское командование отправило туда сводный батальон рейнджеров (одну роту 30-го батальона и две роты 33-го батальона).
29 декабря рейнджеры высадились с вертолётов у западной окраины деревни, однако попали в засаду и понесли тяжелые потери и несмотря на полученные подкрепления (две роты 30-го батальона рейнджеров), не сумели прорваться сквозь оборону противника.
Высадившийся южнее деревни 38-й батальон южновьетнамских рейнджеров также в течение дня атаковал силы НФОЮВ, но затем был вынужден отступить.
Впервые коммунисты действовали такими большими силами.
31 декабря в деревню вступил 4-й батальон южновьетнамской морской пехоты, шедший с запада в пешем строю. Он не встретил сопротивления, так как противник к этому времени уже отошёл. Партизанам при отступлении удалось сбить атаковавший их американский вертолёт, который упал на каучуковой плантации к востоку от Биньзя. Батальон морской пехоты выступил на плантацию, чтобы эвакуировать тела погибших членов экипажа вертолёта. Это задание было выполнено, однако затем батальон попал в засаду, и, оказавшись без артиллерийской и авиационной поддержки, понёс тяжёлый урон. На этом сражение практически завершилось.

## Итоги
В ходе сражения при Биньзя силы НФОЮВ впервые не отступили сразу после атаки, а продолжали действовать поблизости от атакованного объекта в течение четырёх дней. Для южновьетнамской армии это было серьёзным поражением (вероятно, самым серьёзным с начала войны). 